# Asamblea de Mujeres de Álava
AMA (Vitoria, 1976) es una plataforma feminista pionera en la defensa de los derechos de las mujeres alavesas.

## Historia
La Asamblea de Mujeres de Álava nació en medio de las convulsiones políticas y sociales posteriores a la dictadura franquista, un periodo de efervescencia vecinal, estudiantil y obrera. La participación de mujeres en las asambleas en las luchas del 3 de marzo en Vitoria, fueron sus primeros pasos. Mujeres de los obreros que apoyaban a sus maridos, pero también muchísimas trabajadoras combativas en grupos de mujeres de barrios que decidieron emprender una lucha propia para conquistar los derechos arrebatados e importar ideas transgresoras de movimientos feministas que llegaban del resto del Estado y de Europa.
Un grupo de mujeres presentes en la lucha del 3 de marzo y motivadas para proseguir la lucha por los derechos de las mujeres, pusieron en marcha la AMA, que se presentó públicamente en la librería Axular de Vitoria a finales del año 1976.
Surge en una realidad de falta de libertades básicas, en un contexto en el que las escuelas separaban a chicos y chicas, la educación era patriarcal, no era posible divorciarse, el adulterio estaba penalizado para las mujeres, no era posible el divorcio, había que tener el permiso de un varón adulto para tener una cuenta de ahorros o para sacar dinero, no existían recursos para las mujeres víctimas de la violencia machista. En este contexto empezó a trabajar AMA reuniéndose semanalmente en pisos, haciendo grupos de debate sobre los diferentes temas, haciendo murales sobre las distintas temáticas o por medio de manifestaciones y de la acción y lucha directa. Tuvieron que hacer frente a actitudes de rechazo y de hostilidad iniciales por parte de personas y de las instituciones públicas. Funcionaban con una cuota.
La legalización del aborto, de los anticonceptivos y del divorcio, la sexualidad libre y la lucha contra la violencia machista han conformado durante estos años la razón de ser del grupo. Batallas que, en muchos casos, permanecen aún a día de hoy pendientes de conquistar.
A partir de la década de los años 90, las instituciones públicas fueron incorporando en su agenda algunas de las reivindicaciones de los movimientos feministas. El mayor logro de la plataforma es que en la mente de muchas mujeres el feminismo se haya ido interiorizando.

## Premios y reconocimientos
- 2016 La fuerza de las mujeres, escultura de Irantzu Lekue homenaje a la creación de la Asamblea de Mujeres de Álava y en agradecimiento a la labor de lucha y apoyo de todas las féminas en las huelgas de 1976 ubicada frente al mercado de Zaramaga.[8]
- 2017 Exposición 40 aniversario de rescate de la memoria de la Asamblea de las Mujeres de Álava.[9]